# Einbanddatenbank
Die Einbanddatenbank (kurz EBDB) verfolgt das Ziel, die Durchreibungen von Bucheinbänden des 15. und 16. Jahrhunderts in einer speziell auf die Anforderungen historischer Bucheinbände modifizierten Datenbank formal und inhaltlich zu erfassen. 
Diese wird einer an Fragen der Einbandforschung interessierten Öffentlichkeit über das Internet zur Verfügung gestellt. Die Verantwortung für den technischen Support liegt bei der Staatsbibliothek zu Berlin – Preußischer Kulturbesitz.
Dafür werden die in Papierform vorliegenden Einbanddurchreibungen zunächst gescannt und anschließend anhand eines einheitlichen Kategorienschemas in der EBDB erfasst. Der beschreibende Teil berücksichtigt neben formalen (Form, Größe) und inhaltlichen Aspekten (Motivgruppe/Motiv) v. a. Fragen der Zuschreibung von Werkzeugen (Werkstatt, Buchbinder) und Provenienzen (u. a. Supralibros, Widmungen). Die Einbindung von Bildern ergänzt die verbalen Beschreibungen und bietet der Einbandforschung zudem visuelle Zuordnungs- und Recherchemöglichkeiten bislang größtenteils unpublizierten Materials.

## Geschichte
Im Jahr 2001 stellten die Staatsbibliothek zu Berlin, die Württembergische Landesbibliothek Stuttgart und die Herzog August Bibliothek Wolfenbüttel bei der Deutschen Forschungsgemeinschaft (DFG) den Antrag auf Förderung eines projektbezogenen Datenverbundes ihrer Sammlungen von Einbanddurchreibungen. Seit Dezember 2003 beteiligt sich auch die Bayerische Staatsbibliothek München mit ihrer umfangreichen Sammlung von Einbanddurchreibungen am Projekt. Eine Vielzahl weiterer Bibliotheken schloss sich seitdem der Datenbank an.
Seit 2018 steht eine Beta-Version einer vollständig überarbeiteten Datenbank zur Verfügung.